# Учене чрез преживяване
Ученето чрез преживяване (опит) представлява промяна в поведението на едно лице вследствие на практическото прилагане на изводите, направени от анализа на неговия личен опит. При ученето чрез преживяване познанието се формира посредством трансформация на опита. Такъв вид обучение има тогава, когато даден индивид разсъждава върху знанията, прави критичен анализ, отсявайки полезното и важното, което трябва да запомни, и впоследствие прилага на следващото занятие това, което е научил. Ученето чрез опит се различава силно от традиционните теории за обучение, при които има превес на познанието спрямо опита, и учебните теории за поведение, които отричат ролята на всякакъв субективен опит в процеса на обучение. Обучаемите сами правят открития и опити, вместо да слушат или четат за опита на останалите. Освен това те размишляват над собствения си опит и по този начин развиват нови умения, нови теории или начини на мислене.
Съществуват два основни вида учене чрез преживяване:
- учене, което се извършва самостоятелно от учащия (автодидактизъм (самообучение, autodidactism), и
- учене, при което обучението се извършва в рамките на някаква образователна организация (обучение чрез опит, experiential education).

Прилагането на ученето чрез опит отправя редица предизвикателства пред обучаващия, както на ниво професионална компетентност (знания и умения), така и на личностно ниво. За да могат обучаващите да използват този подход, са необходими:
- съдържателни познания по темите;
- познаване на методите и техниките на интерактивно обучение и умение за гъвкавото им прилагане, съобразно с конкретната обстановка;
- познания за групово динамичните процеси на общуване в малка група и умения за ефективното им управление;
- разкрепостеност на личността и експериментаторски дух;
- усет за творчество и новаторство.

Ученето чрез преживяване е процес, който се основава на четири главни компонента: опит и преживяване, анализ (рефлексия и осмисляне на преживяното), обобщаване и приложение.
В рамките на един курс на обучение, обучаващият трябва да има грижата участниците да извършват следните дейности:
- да вземат участие в занятие, основано на опит и преживяване, чрез представяне на една проблемна ситуация, в която да участват чрез ролеви игри, казуси, въпросници и др.
- да дискутират и да споделят своя собствен опит, описвайки случилото се, като го анализират, след което следва „обработка“ на наличната информация относно опита, който са придобили по време на занятието.
- да правят съответните изводи, да формират принципите си и насоката на действие, така че да могат да използват тези принципи в реалния живот, да обобщят във вид на: „Научих се…“, „Когато попадна в ситуация, в която… аз ще кажа или ще направя…, защото това ще ми помогне да …“.
- прилагането на получените знания зависи от самия участник и обучаващият не може да контролира нововъзникнали ситуации и приложението на новоусвоените знания.

При ученето чрез опит се вземат предвид нуждите и желанията на обучаемия. Сред положителните страни на този вид учене са самоинициативата и личностно участие, личностна промяна и растеж. На обучаемите се дава шанс сами да придобиват и прилагат познания, умения в непосредствени и релевантни ситуации.